# Kivimofärjan
Kivimo färjan är en linfärja (vajerfärja) som trafikerar mellan Roslax och Kivimo i Pargas, Finland. Färjan är en del av Skärgårdens ringväg. Färjeöverfarten är den kortaste på skärgårdens ringväg, endast 169 meter. Färjan har en bärighet på 60 ton, dödvikt på 132 ton och har utrymme för ca. 14 personbilar på däcket.
Kivimofärjan och Mossalafärjan är systerfartyg.